# Orsat Miljenić
Orsat Miljević (Dubrovnik,15. rujna 1968.), bivši hrvatski ministar pravosuđa.